# Tulipää
Tulipää è un film del 1980 diretto da Pirjo Honkasalo e Pekka Lehto.